# Ústí nad Labem hlavní nádraží
Ústí nad Labem hlavní nádraží je železniční stanice, která se nachází nedaleko samého centra města Ústí nad Labem na adrese U Nádraží 965/6. Nádraží patří k nejstarším v Česku, bylo postaveno v roce 1850 a je desátou nejrušnější železniční stanicí v zemi, za rok obslouží kolem 1,5 milionu cestujících.[zdroj?]
Stanicí prochází I. a IV. železniční koridor, zastavují zde i mezinárodní vlaky EuroCity z Německa.
Ve stanici jsou celkem čtyři nástupiště: č. 1A (délka 39 m, nekryté) u 9. kusé koleje, vnější č. 1 (226 m, kryté v délce 60 m) u 7. koleje, ostrovní č. 2 (205 m, kryté v délce 120 m) mezi 5. a 3. kolejí, ostrovní č. 3 (400 m, kryté v délce 200 m) mezi 1. a 2 kolejí. Všechna nástupiště mají nástupní hranu ve výšce 550 mm nad temenem kolejnice. Přístup na jednotlivá nástupiště je umožněn po schodech nebo výtahem, na nástupiště č. 2 a 3 vedou eskalátory.
Součástí stanice jsou tři obvody – osobní nádraží, jih a sever.

## Tratě
Stanicí procházejí tři tratě:
- trať Praha – Ústí nad Labem – Děčín, která je součástí prvního a čtvrtého železničního koridoru,
- trať Ústí nad Labem – Chomutov, na kterou dále navazuje trať do Chebu,
- trať Ústí nad Labem – Úpořiny – Bílina.

## Fotogalerie

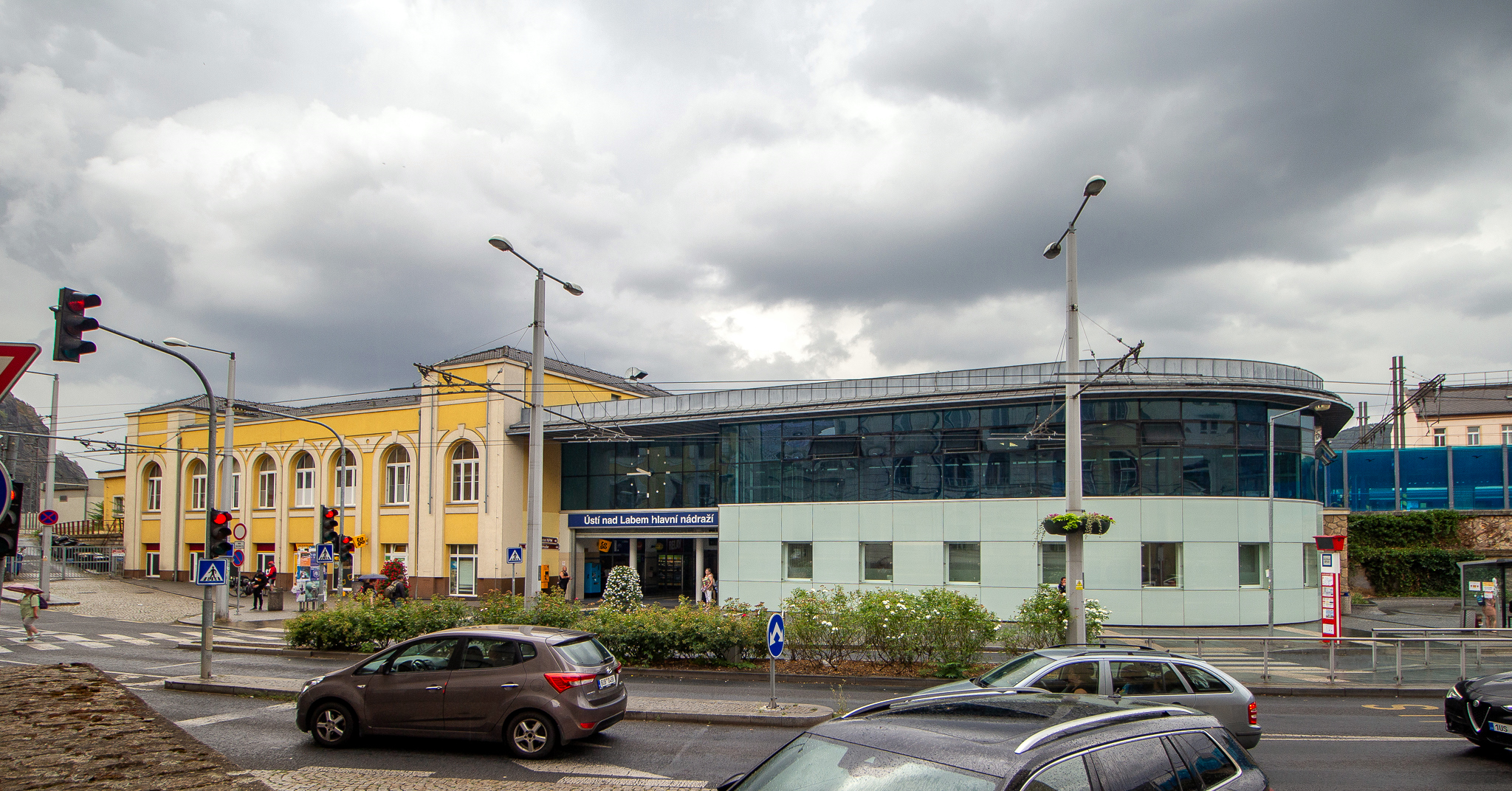
Budova nádraží od města
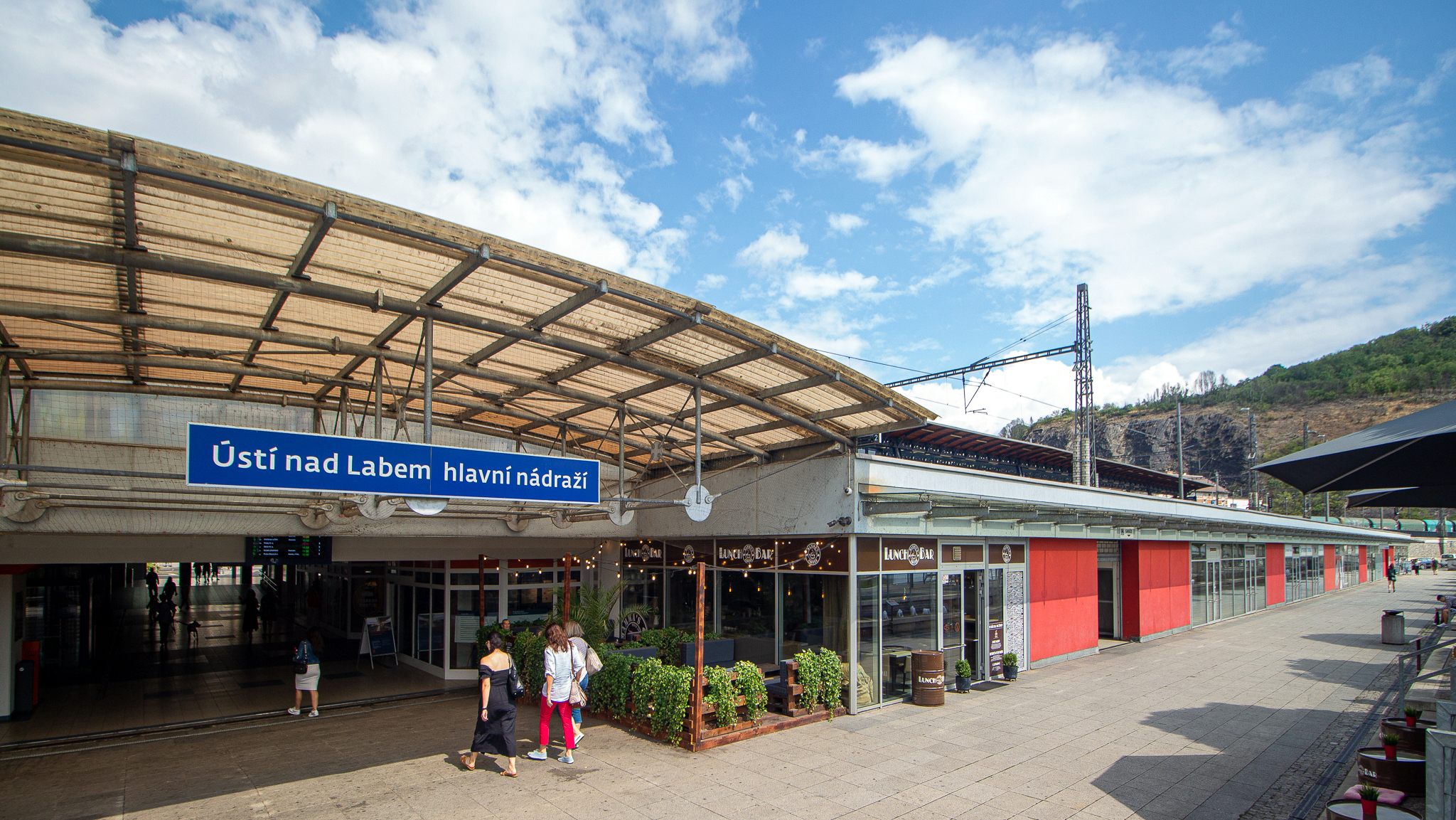
Budova nádraží od řeky
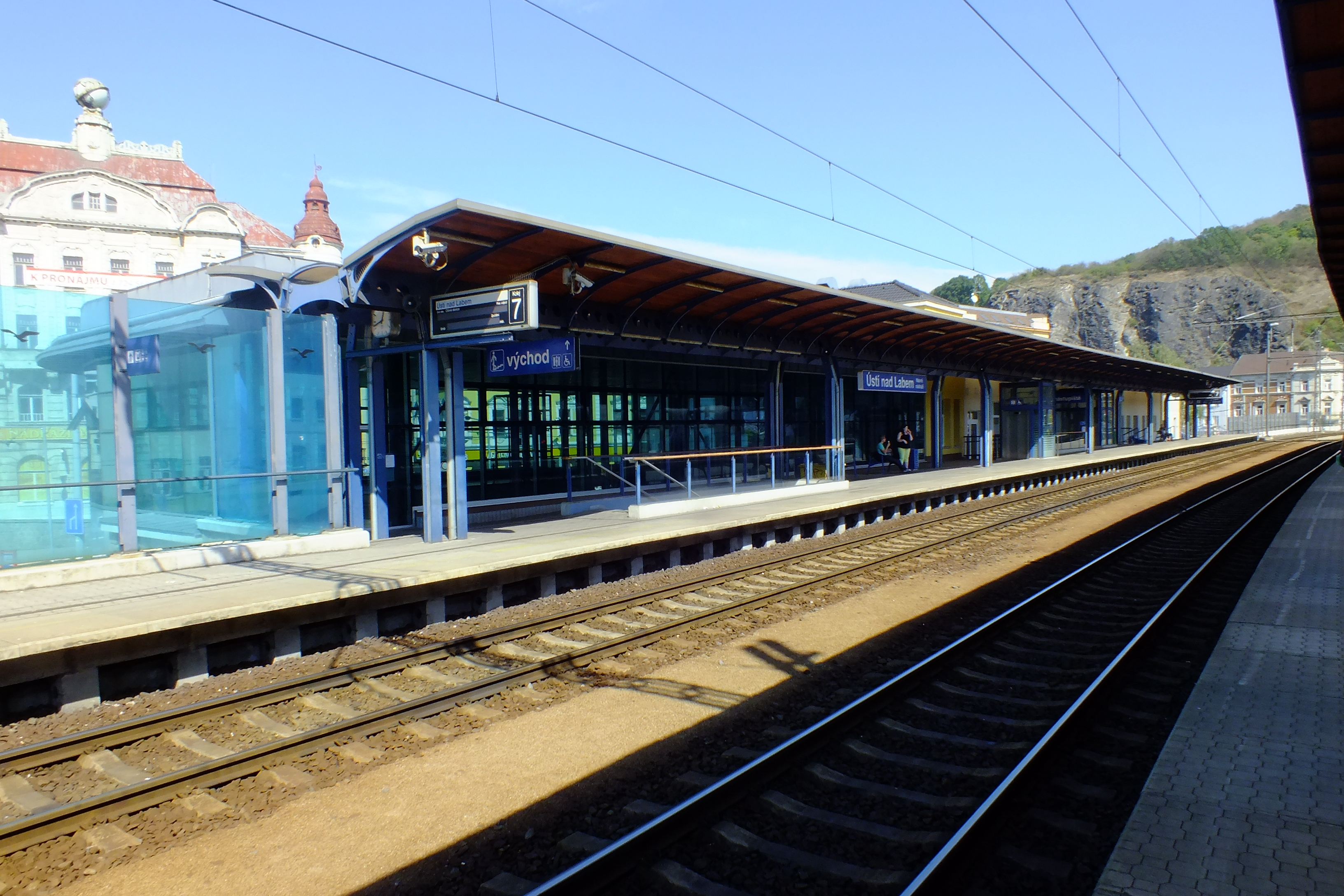
Budova nádraží od kolejiště
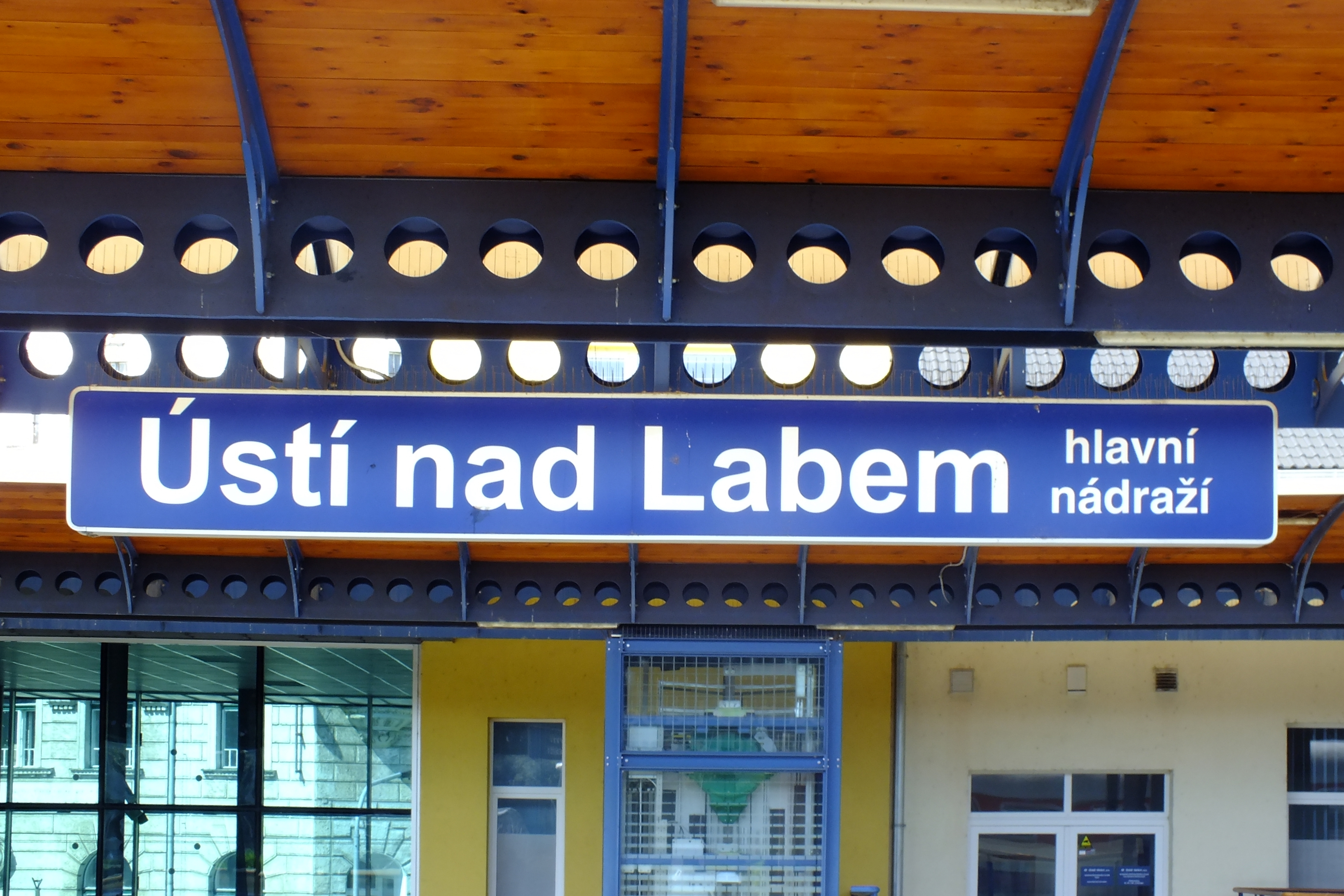
Staniční nápis